# Département de San Miguel (Corrientes)
Pour les articles homonymes, voir San Miguel.
Le département de San Miguel est une des 25 subdivisions de la province de Corrientes, en Argentine. Son chef-lieu est la ville de San Miguel.

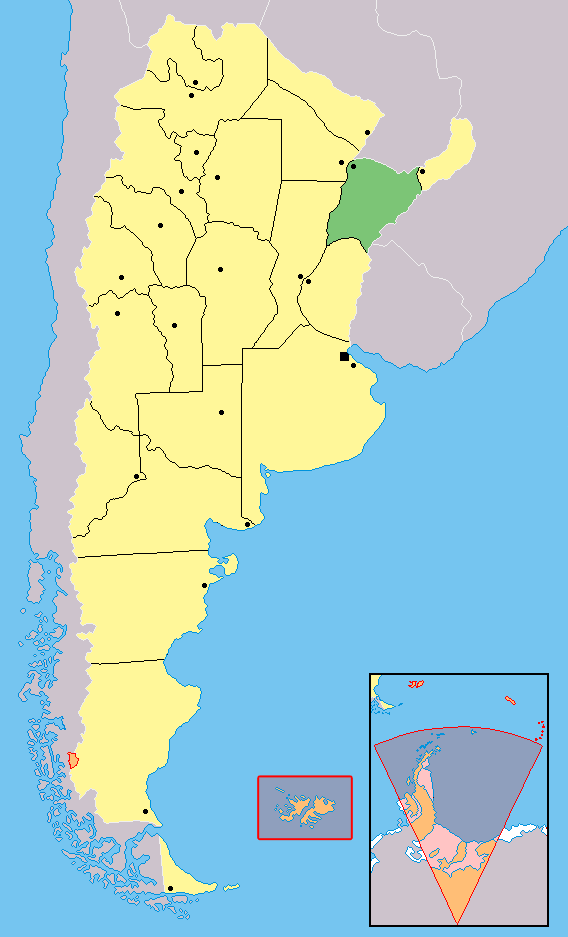
Localisation de la province de Corrientes en Argentine.

D'une superficie de 2 863 km2, sa population s'élevait en 2001 à 10 252 habitants.